# Arfvedsonit
Arfvedsonit (IMA-Symbol Arf) ist ein eher selten vorkommendes Mineral aus der Mineralklasse der „Silikate und Germanate“. Es kristallisiert im monoklinen Kristallsystem mit der Zusammensetzung  NaNa2(Fe2+)4Fe3+[(OH)2|Si8O22], ist also chemisch gesehen ein Natrium-Eisen-Silikat, das strukturell zu den Doppelkettensilikaten und damit zur Gruppe der Amphibole mit der allgemeinen Zusammensetzung A0-1B2C5T8O22(OH)2, gehört. Die ungewöhnlich erscheinende zweimalige Nennung von Natrium am Anfang der chemischen Formel des Arfvedsonits weist auf ebendiese Zugehörigkeit hin, da die Positionen A und B in seiner Kristallstruktur jeweils von Natrium besetzt sind.
Arfvedsonit ist durchscheinend bis undurchsichtig und entwickelt meist tafelige bis prismatische, gestreifte Kristalle von bis zu 60 Zentimetern Länge mit glasähnlichem Glanz auf den Oberflächen. Gelegentlich findet er sich auch in Form radialstrahliger, faseriger Mineral-Aggregate. Das Mineral kommt ausschließlich in dunkelblauer bis schwarzer Farbe vor, wobei dünne Kanten auch dunkelgrün durchscheinen können. Auch seine Strichfarbe variiert zwischen dunkelbläulichgrau und graugrün.
Mit einer Mohshärte von 5 bis 6 gehört Arfvedsonit zu den mittelharten Mineralen, die sich ähnlich wie die Referenzminerale Apatit (5) und Orthoklas (6) mit einem guten Taschenmesser oder einer Stahlfeile ritzen lassen.
Arfvedsonit bildet eine Mischkristallreihe mit Magnesio-Arfvedsonit (NaNa2(Mg,Fe)4Fe3+[(OH)2|Si8O22]).

## Etymologie und Geschichte

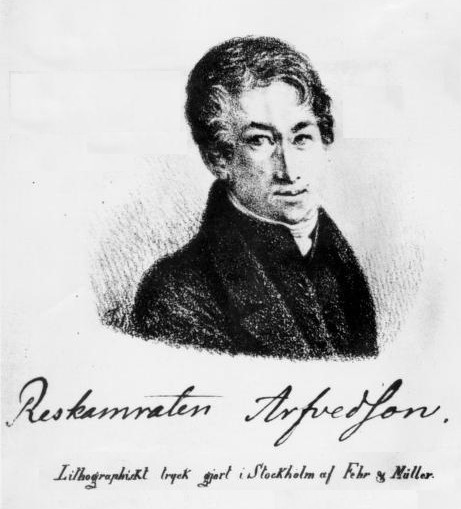
Johan August Arfvedson (Bildunterschrift: Reskamraten Arfvedson. Lithographie von Fehr und Miller aus Stockholm)

Erstmals entdeckt wurde Arfvedsonit im  Alkali-Komplex Ilímaussaq (auch Ilimmaasaq) nahe Narsaq in der Kommune Kujalleq an der Südspitze Grönlands. Die Erstbeschreibung des Minerals erfolgte 1823 durch Henry James Brooke (1771–1857), der das Mineral nach dem schwedischen Chemiker Johan August Arfwedson (auch Arfvedson) benannte.

## Klassifikation
Bereits in der veralteten 8. Auflage der Mineralsystematik nach Strunz gehörte der Arfvedsonit zur Mineralklasse der „Silikate und Germanate“ und dort zur Abteilung der „Kettensilikate und Bandsilikate (Inosilikate)“, wo er zur „Glaukophan-Reihe“ mit der System-Nr. VIII/D.05d und den weiteren Mitgliedern Eckermannit, Glaukophan, Kalium-Richterit, Katophorit, Klinoholmquistit (diskreditiert 2004), Magnesio-Arfvedsonit, Magnesio-Riebeckit, Richterit und Riebeckit innerhalb der Gruppe der „Klinoamphibole“ (VIII/D.05) gehört.
Im zuletzt 2018 überarbeiteten und aktualisierten Lapis-Mineralienverzeichnis nach Stefan Weiß, das sich aus Rücksicht auf private Sammler und institutionelle Sammlungen noch nach dieser alten Form der Systematik von Karl Hugo Strunz richtet, erhielt das Mineral die System- und Mineral-Nr. VIII/F.08-050. In der „Lapis-Systematik“ entspricht dies ebenfalls der Abteilung „Ketten- und Bandsilikate“, wo Arfvedsonit zusammen mit Eckermannit, Ferri-Fluoro-Leakeit, Ferri-Leakeit, Ferri-Obertiit, Ferri-Pedrizit, Ferro-Eckermannit, Ferro-Ferri-Fluoro-Leakeit, Ferro-Ferri-Leakeit, Ferro-Ferri-Obertiit, Ferro-Ferri-Pedrizit, Ferro-Fluoro-Pedrizit, Ferro-Glaukophan, Ferro-Ferri-Nybøit, Fluoro-Leakeit, Fluoro-Nybøit, Fluoro-Pedrizit, Glaukophan, Kalium-Ferri-Leakeit, Kalium-Arfvedsonit, Kalium-Magnesio-Fluoro-Arfvedsonit, Kalium-Mangani-Leakeit, Magnesio-Arfvedsonit, Magnesio-Fluoro-Arfvedsonit, Magnesio-Riebeckit, Mangani-Dellaventurait, Mangani-Obertiit, Mangano-Ferri-Eckermannit, Mangano-Mangani-Ungarettiit, Nybøit, Oxo-Mangani-Leakeit und Riebeckit die Gruppe der „Alkali-Amphibole“ (VIII/F.08) bildet.
Die von der International Mineralogical Association (IMA) zuletzt 2009 aktualisierte 9. Auflage der Strunz’schen Mineralsystematik ordnet den Arfvedsonit ebenfalls in die Abteilung der „Ketten- und Bandsilikate (Inosilikate)“ ein. Diese Abteilung ist allerdings weiter unterteilt nach der Kristallstruktur und der Zugehörigkeit zu enger verwandten Mineralfamilien, so dass das Mineral als Mitglied in der „Alkali-Klinoamphibole, Glaukophan-Eckermannit-Gruppe“ mit der System-Nr. 9.DE.25 zu finden ist.
Die vorwiegend im englischen Sprachraum gebräuchliche Systematik der Minerale nach Dana ordnet den Arfvedsonit in die Abteilung der „Kettensilikate: Doppelte unverzweigte Ketten, W=2“ ein. Hier gehört er zur „Gruppe 4, Natrium-Amphibole“ mit der System-Nr. 66.01.03c innerhalb der Unterabteilung „Kettensilikate: Doppelte unverzweigte Ketten, W=2 Amphibol-Konfiguration“.

## Kristallstruktur
Arfvedsonit kristallisiert monoklin in der Raumgruppe C2/m (Raumgruppen-Nr. 12) mit den Gitterparametern a = 10,01 Å; b = 18,08 Å; c = 5,33 Å und β = 104,1° sowie 2 Formeleinheiten pro Elementarzelle.

## Eigenschaften
Aufgrund seiner Ähnlichkeit in Farbe und Härte kann Arfvedsonit mit Aegirin und Augit verwechselt werden. Aegirin hat allerdings im Gegensatz zum Arfvedsonit einen hell gelbgrauen Strich und Augit hat eine stärkere Doppelbrechung mit optisch positivem Charakter (Arfvedsonit optisch negativ).
Vor dem Lötrohr schmilzt Arfvedsonit sehr leicht bei gelber Flammenfärbung und Bildung einer magnetischen Perle.

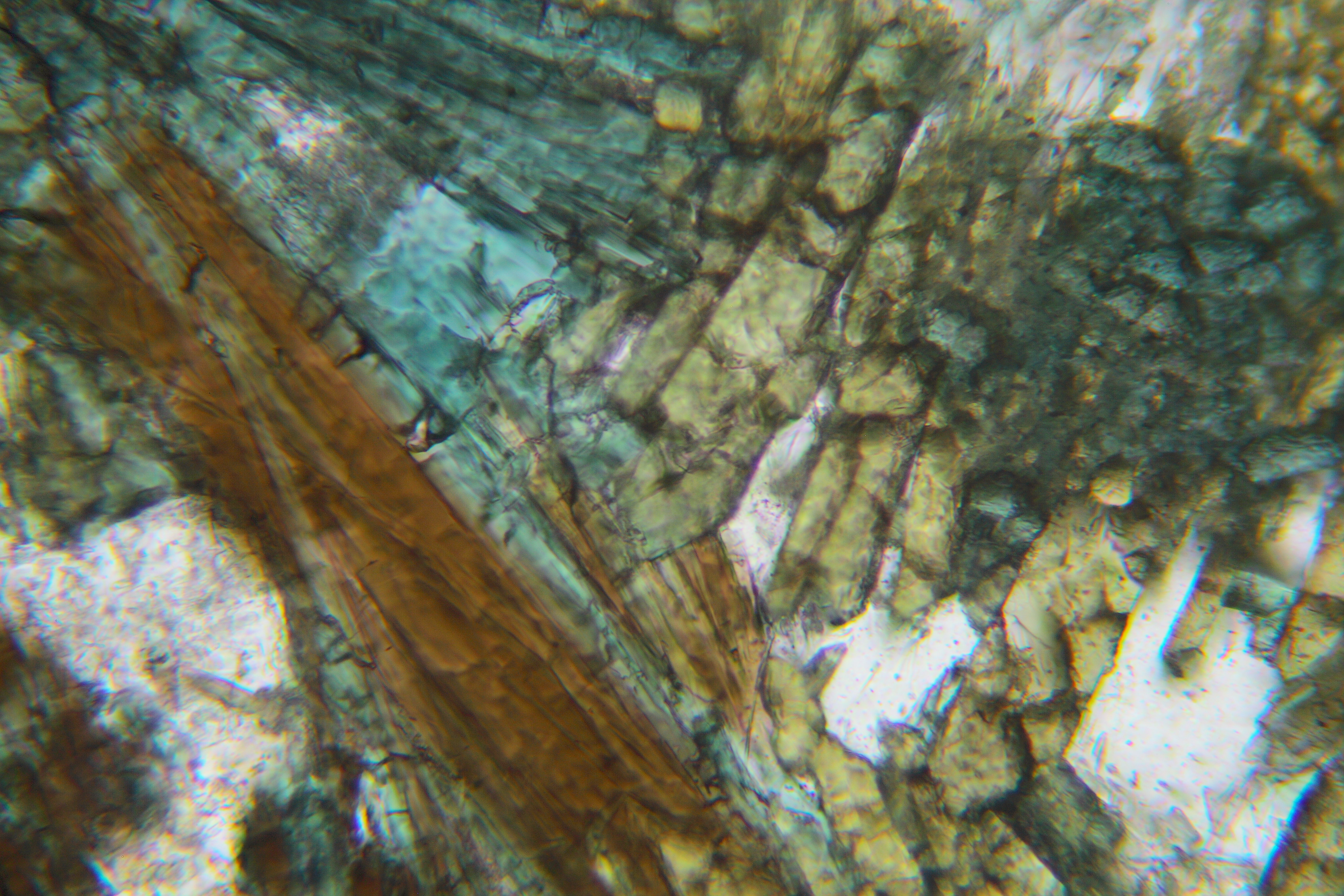
Arfvedsonit im Dünnschliff (linear-polarisiertes Licht): Intensive Farben und ausgeprägter Pleochroismus. Fundort: Katzenbuckel, Odenwald.

Im Dünnschliff ist Arfvedsonit im linear-polarisierten Licht durch einen ausgeprägten Pleochroismus gekennzeichnet, bei dem die Farbe des Minerals von blaugrün (fast schwarz) über gelbgrün bis ins Bräunliche wechselt.

## Modifikationen und Varietäten

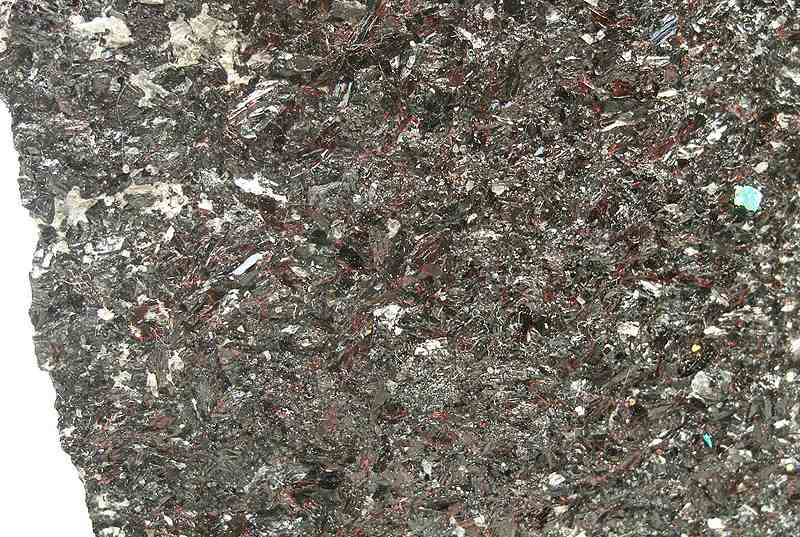
Juddit aus der Grube Tirodi, Madhya Pradesh, Indien (Gesamtgröße des Handstücks:)

Als Juddit wird eine manganhaltige Varietät von Arfvedsonit bezeichnet. Benannt wurde Juddit 1908 durch Lewis Leigh Fermor zu Ehren des britischen Geowissenschaftlers John Wesley Judd.

## Bildung und Fundorte

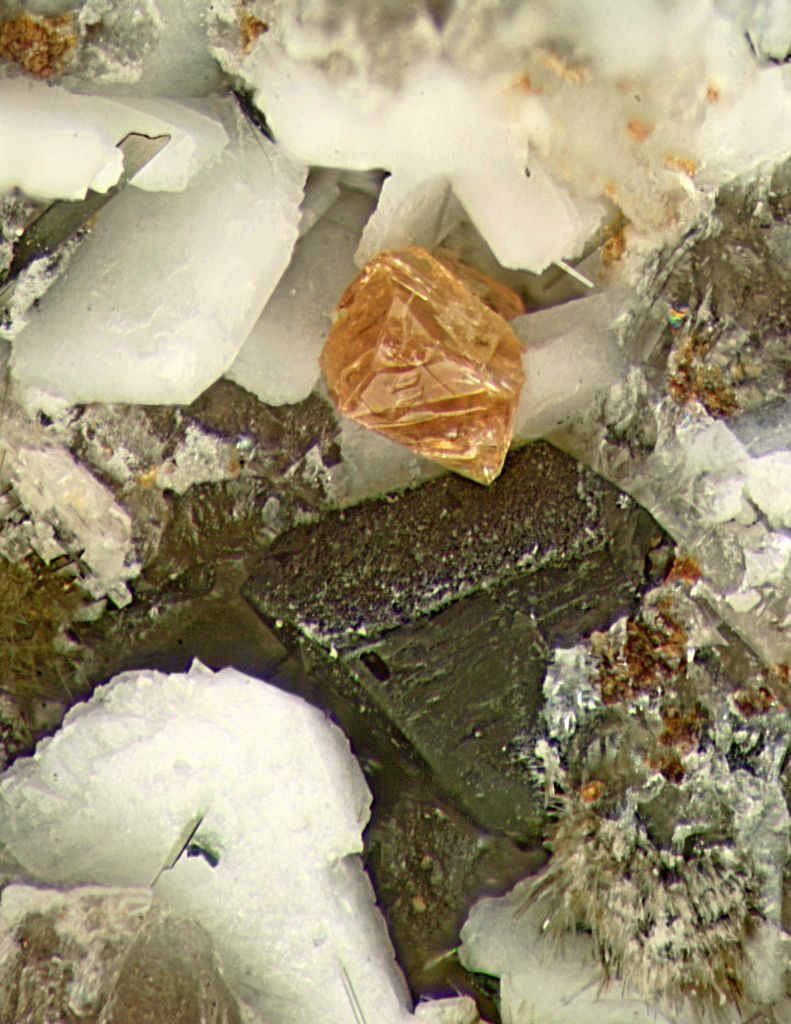
Arfvedsonit, Eudialyt (orange) und Mikroklin (weiß) aus der Grube Demix-Varennes, Montérégie (Québec), Kanada
(Sichtfeld 2,2 mm × 2,9 mm)

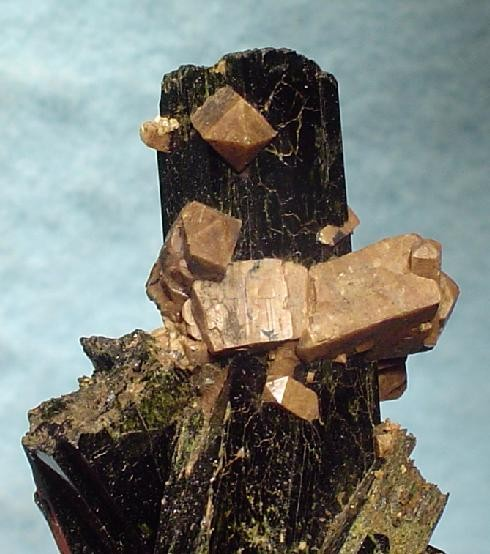
Arfvedsonit und Zirkon vom Berg Malosa, Bezirk Zomba, Malawi
(Gesamtgröße der Stufe:)

Arfvedsonit ist neben Aegirin und Aegirin-Augit ein typisches Mineral in hellen alkalihaltigen Magmatiten wie Granit und Pegmatit. Selten bildet er sich auch durch Regionalmetamorphose. Als Begleitminerale treten Neben Aegirin unter anderem noch Albit, Katophorit (ehemals Magnesiokatophorit), Nephelin, Riebeckit und Quarz auf.
Als eher seltene Mineralbildung kann Arfvedsonit an verschiedenen Fundorten zum Teil zwar reichlich vorhanden sein, insgesamt ist er aber wenig verbreitet. Weltweit sind bisher rund 570 Fundorte dokumentiert (Stand: 2022). Neben seiner Typlokalität Ilimaussaq/Kangerdluarssuq, wo das Mineral an vielen Stellen zu finden war, trat Arfvedsonit in Grönland noch bei Ivittuut und Narsaarsuk in Westgrönland und bei Kangerlussuaq in Ostgrönland auf.
In Deutschland konnte Arfvedsonit bisher am Katzenbuckel im Odenwald (Baden-Württemberg), am Gabbrosteinbruch (Bärensteinbruch) bei Bad Harzburg (Niedersachsen) und in der Grube „Brüder Einigkeit“ bei Bösenbrunn im sächsischen Vogtland gefunden werden.
Weitere Fundorte liegen unter anderem in Algerien, der Antarktis, Argentinien, Armenien, Australien, Brasilien, Chile, China, der Demokratischen Republik Kongo, Frankreich und Französisch-Polynesien, Griechenland, Guinea, Guyana, Indien, Italien, Japan, Kamerun, Kanada, auf der Kanalinsel Jersey, Kasachstan, Kenia, Korea, Libyen, Madagaskar, Malawi, Marokko, Mazedonien, der Mongolei, Namibia, Neuseeland, Niger, Nigeria, Norwegen, Portugal, auf Réunion, in Rumänien, Russland, auf St. Helena, in Saudi-Arabien, Schweden, Spanien, Südafrika, Tadschikistan, Tschechien, Uganda, der Ukraine, Ungarn, Uruguay, im Vereinigten Königreich (Großbritannien) und den Vereinigten Staaten von Amerika (USA).